# Skarb Welfów

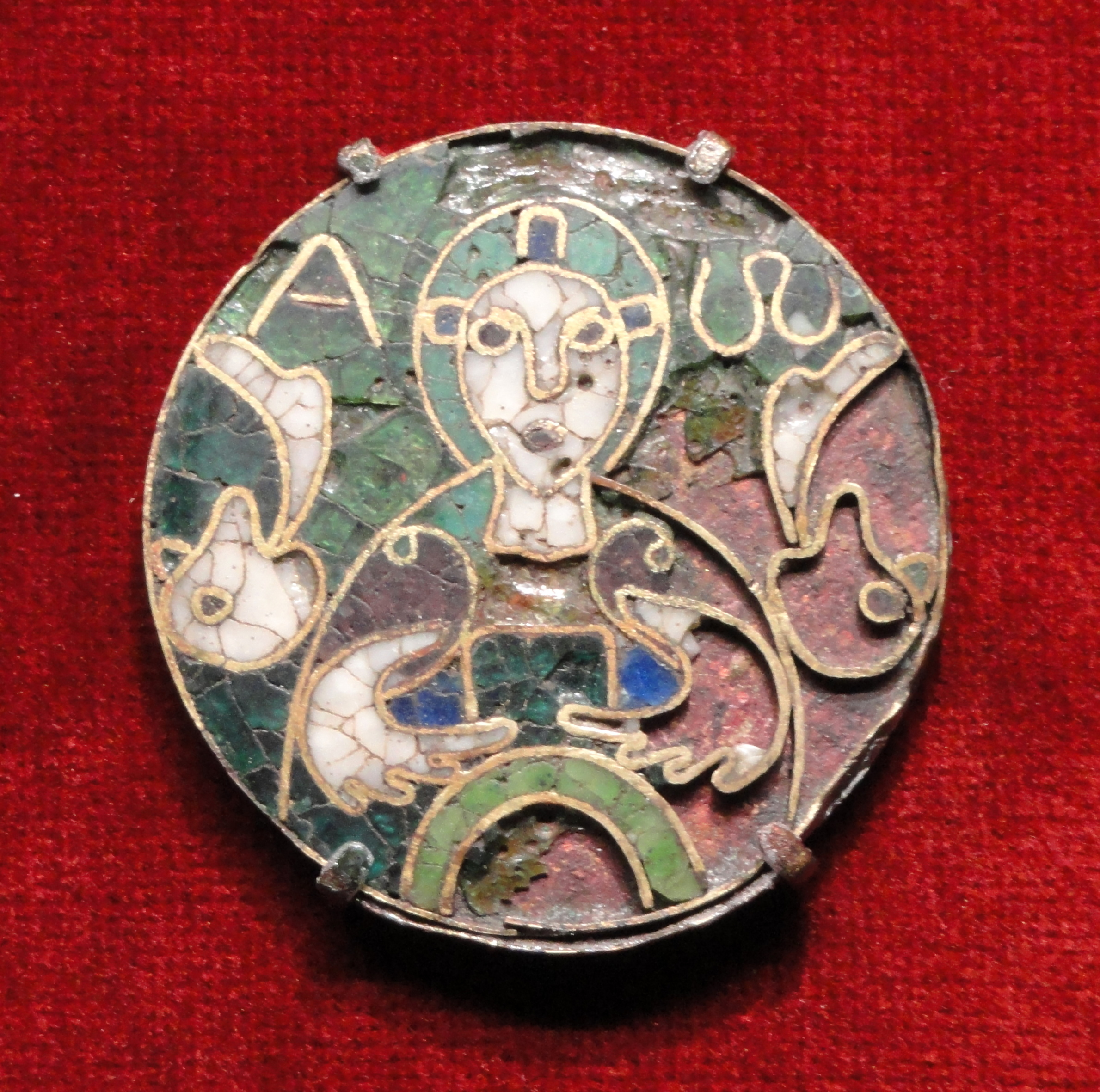
Medalion z popiersiem Chrystusa (tzw. Medalion Cumberlanda)
najstarszy zabytek ze Skarbu Welfów
VIII w. Cleveland
Cleveland Museum of Art

Skarb Welfów lub Skarbiec Welfów (niem. Welfenschatz) – zbiór średniowiecznych dzieł sztuki złotniczej, część historycznego skarbca katedry Świętych Błażeja, Jana Chrzciciela i Tomasza Becketta w dolnosaksońskim Brunszwiku. Swoją nazwę skarbiec zawdzięcza dynastii Welfów, której Brunszwik był główną siedzibą, przedstawiciele tegoż rodu ofiarowali brunszwickiej świątyni poszczególne dary złotnicze, głównie relikwiarze. Od XVI w. do 1929 roku Skarb znajdował się pod opieką książąt z dynastii Welfów. Dzieła ze Skarbu Welfów, choć obecnie rozproszone w muzeach w Niemczech i Stanach Zjednoczonych, tworzą jeden z najcenniejszych dawnych zespołów dzieł złotniczych, zarówno pod względem ilości, jakości artystycznej oraz wartości historycznej.

## Dzieje

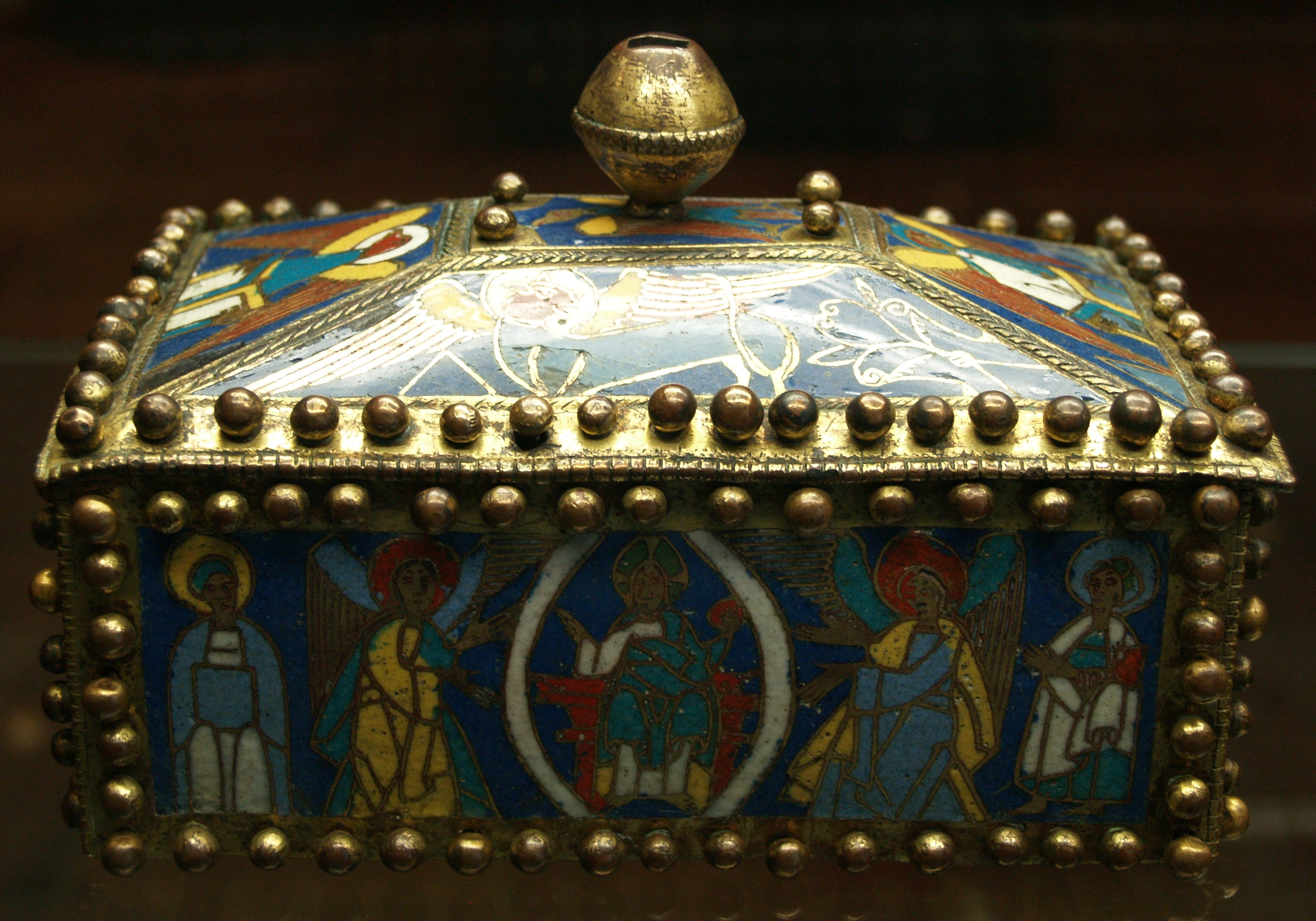
Warsztat saski, emaliowana skrzyneczka relikwiarzowa, schyłek XII w., Berlin, Kunstgewerbemuseum

### X-XV w.
Pradzieje Skarbu wiążą się z rodem Brunonów, który władał Brunszwikiem przed Welfami. Ówczesna starsza kolegiata dedykowana świętemu Błażejowi została hojnie uposażona przez Gertrudę Starszą z Brunszwiku (zm. 1077). Prawdopodobnie z tegoż uposażenia pochodzi brachium (relikwiarz w formie przedramienia z dłonią) św. Błażeja (obecnie w zamku Dankwarderode). Nadto razem ze swoim małżonkiem, Liudolfem, margrabią Fryzji mieli ofiarować katedrze dwa złote, kameryzowane krzyże relikwiarzowe (obecnie w zbiorach Cleveland Museum of Art). Wraz z główną fundacją Henryk Lew z dynastii Welfów polecił budowę nowej brunszwickiej katedry. Wzorował się na starotestamentowym królu Salomonie (budowa Świątyni Jerozolimskiej), sprawiając brązowy ołtarz i świecznik. Ponadto sprawił bogato iluminowany ewangeliarz, ale spośród relikwiarzy i dzieł złotniczych ze Skarbu Welfów nie da żadnego się jednoznacznie zidentyfikować z fundacją Henryka Lwa. Poza gotyckim plenarium (tablicy relikwiarzowej) daru Ottona Łagodnego (którego wizerunek figuruje na odwrocie dzieła), kwestia identyfikacji osób związanych z poszczególnymi darami złotniczymi Skarbu jest wciąż zagadkowa. Zarówno miejscowym i działających w różnych ośrodkach Rzeszy (głównie Saksonii i Nadrenii, z Kolonią na czele) złotnikom zlecano wykonywanie bogato zdobionych relikwiarzy.

### XV-XIX w.
Inwentarz z 1482 roku wspomina o 140 dziełach. W 1545 r. kilka dzieł katedra ofiarowała brunszwickiemu klasztorowi Świętego Cyriaka. W 1574 roku źródła wspominają o kradzieży około 20 dzieł, głównie monstrancji, po których odtąd ślad zaginął. W 1658 Skarb trafił do dóbr księcia Antoniego Ulryka. W 1671 roku, za sprawą Jana Fryderyka, księcia brunszwicko-lüneburskiego trafił do kaplicy pałacowej w Hanowerze, tam znajdował się do roku 1803. Podczas wojen napoleońskich po zajęciu Hanoweru przez wojska angielskie, Skarb trafił na Wyspy. Niebawem wrócił do pierwotnego miejsca. Jerzy V powołał w 1861 roku „Königliches Welfenmuseum”, które otwarto rok później. Po aneksji Królestwa Hanoweru do Królestwa Pruskiego w 1866 roku, Jerzy V wywiózł Skarb do Wiednia. Był eksponowany w tamtejszym Muzeum Sztuki i Przemysłu (Museum für Kunst und Industrie). W roku 1891 pod redakcją austriackiego historyka sztuki Wilhelma Antona Neumanna OCist ukazał się katalog dzieł Skarbu.

### XX-XXI w.
W 1929 Ernest August III Hanowerski, spadkobierca Welfów, podjął decyzję spieniężenia skarbca. 82 zabytki trafiły do konsorcjum we Frankfurcie nad Menem, przejęli go żydowscy handlarze dziełami sztuki: Saemy Rosenberg, Isaak Rosenbaum, Julius Falk, Arthur Goldschmidt i Zacharias Hackenbroch. Sprzedaż miała miejsce 5 października 1929, zabytki kosztowały kupców 7,5 milionów marek niemieckich. Po wystawach w Berlinie i Frankfurcie trafiły do Stanów Zjednoczonych, na przełomie 1930-1931 miała miejsce czasowa wystawa w Cleveland. Dziewięć zabytków nabyło miejscowe Cleveland Museum of Art, pojedyncze sakralia trafiły do innych muzeów w USA oraz prywatnych kolekcjonerów.
W 1934 roku 42 zabytki, które były w rękach żydowskich handlarzy z Frankfurtu, zostało zakupionych za 4.25 milionów marek niemieckich przez przedstawicieli III Rzeszy, mających statut władcy pruskiego. Za pomocą Dresdner Bank i za pośrednictwem Wilhelma Stuckarta trafiły do Hermanna Göringa, ówczesnego premiera Prus, ten przekazał Skarb Berlińskim Muzeom Państwowym. Nową siedzibą zabytków stało się Kunstgewerbemuseum w Berlinie, znajdujące się wówczas w dawnej rezydencji królewskiej.
Po wojennej ewakuacji niemiecka część Skarbu trafiła do pałacu Charlottenburg, gdzie znalazła się nowa siedziba Kunstgewerbemuseum, gromadząca zbiory tejże placówki przekazane Berlinowi Zachodniemu. Opiekę nad zabytkami sprawuje Fundacja Pruskiego Dziedzictwa Kultury. Jednakże nastąpił długoletni izraelsko-niemiecki spór o Skarb, który trwa do dziś; według żydowskich dyplomatów i spadkobierców po kupcach, Skarb został odebrany siłą ówczesnym żydowskim marszandom przez nazistowskich dygnitarzy, poprzez zmuszenie do znacznego zaniżenia ceny zabytków (obecnie ceniony jest na około 400 mln dolarów).

## Dzieła
Obecnie skarb jest rozproszony. Większość zabytków przechowywana jest w Muzeum Rzemiosła Artystycznego na Kulturforum w Berlinie oraz w Art Institute w Chicago, Cleveland Museum of Art w tymże mieście; pojedyncze zabytki znalazły się w zbiorach i muzeach m.in. w Göteborgu, Filadelfii, Kansas City (Nelson-Atkins Museum of Art), Houston, Cambridge (Massachusetts) oraz w brunszwickim Herzog Anton Ulrich-Museum. Niemal cały Skarb Welfów tworzą relikwiarze, od przedromańskich po późnogotyckie.

### Medalion z popiersiem Chrystusa (tzw. Medalion Cumberlanda)
Jest najstarszym zabytkiem ze Skarbu Welfów. Wykonany około 700 r. na obszarze środkowoniemieckim (dolina Wezery?) Ma formę owalną, wykonany ze złota i emalii w technice cloisonné enamel. Przedstawia Jezusa Chrystusa w ujęciu popiersiowym. Funkcja dzieła jest nieznana, prawdopodobnie stanowił element broszy. Prezentowany jest w Cleveland Museum of Art.

### Dary Gertrudy Brunszwickiej i Liudolfa margrabiego Fryzji
Bezpośrednio w historycznym miejscu (tj. brunszwicką katedrą) nie zachował się żaden zabytek, lecz w sąsiadującym z katedrą zamkiem Dankwarderode przechowywany jest relikwiarz świętego Błażeja w typie brachium, w formie przedramienia z dłonią. Relikwiarz ten jest darem Gertrudy Brunszwickiej, jest wykonany ze srebra złoconego, ozdobiony jest dwoma filigranowymi i kameryzowanymi bransoletami (u nasady oraz poniżej nadgarstka). Ponadto relikwiarz ten zdobią antyczne kamee. W przedniej części bransolety połączone są filigranowym pasem. Daru Gertrudy są dwa krzyże relikwiarzowe i ołtarzyk przenośny (w zbiorach Cleveland Museum of Art). Bliźniacze krzyże (identyczne wymiary, zastosowanie tych samych materiałów) są w typie crux gemmata. Pośrodku duże kaboszonowe kamienie szlachetne (chalcedon oraz szafir) wokół nich mniejsze. Na ramionach emaliowane plakietki z symbolami Ewangelistów (większość z nich w złym stanie zachowania). Ołtarzyk przenośny ma formę nieforemnego sześcianu (porfirowana płyta wierzchnia ma kształt prostokątny). Na bokach, pomiędzy kameryzowanym cokolikiem i gzymsem w arkadach umieszczono reliefowe wizerunki świętych.

### Krzyż Welfów oraz inne krzyże relikwiarzowe i ołtarzowe
Krzyż Welfów jest największym i najcenniejszym krzyżem relikwiarzowym ze Skarbu Welfów. Wykonany został prawdopodobnie na Sycylii, lub południowej Italii, w 2 połowie XII w. Na stronie przedniej umieszczony jest pozłacany i kameryzowany enkolpion, jego powierzchnię, zdobią emaliowane wyobrażenia; Chrystusa Ukrzyżowanego oraz główki Marii, św. Jana Ewangelisty oraz św. Michała Archanioła. Na skrajach ramion, filigranową powierzchnię wypełniają kolejne kamienie szlachetne i perły.
Na odwrocie wyróżnia się relikwia (drzazga z Krzyża Pańskiego) umieszczona pod wielkim topazem umieszczonym na skrzyżowaniu ramion. Na skrajach ramion znajdują się cztery wielkie szafiry. Również na ramionach umieszczono emaliowane plakietki z inskrypcjami imion świętych apostołów i męczenników, powierzchnię wypełnia filigranowy ornament w formie stylizowanych wolut. Obwódka w całości jest ozdobiona ciągiem drobnych pereł.
Podstawę krzyża tworzy przysadzisty filar wsparty na potężnej trójnożnej bazie. Jej powierzchnię zdobią repusowane aniołki oraz maski, między figurami dekoracja ornamentalna. Trzon filara zdobią kanelury przybierające spiralną formę, kształt kapitela nawiązuje do porządku kompozytowego.
Krzyż Welfów jest przechowywany w berlińskim Kunstgewerbemuseum.
Również w zbiorach Kunstgewerbemuseum znajduje się krzyż, który pierwotnie stanowił część Skarbu Welfów, następnie został przeniesiony do opactwa Świętego Cyriaka położonego na południe od dawnych obwarowań Brunszwiku. W XIX wieku klasztor został skasowany, krzyż zaś trafił do dóbr miejscowych książąt. Krzyż powstał w XII w. na terenie Saksonii, charakteryzuje się pięcioma kaboszonami z kryształu górskiego pod którymi umieszczono relikwie pasyjne. Powierzchnię zdobi grawerowana dekoracja ornamentalnej. U stóp krzyża lane figurki Marii i św. Jana Ewangelisty. Podstawę tworzą lane figurki trzech wspiętych lwów.
W Art Institute of Chicago przechowywane są dwa XIV-wieczne krzyże relikwiarzowe. Na około 1300 r. datowany jest tzw. krzyż Veltheimów (poświadcza o tym tarcza herbowa na podstawie), w typie patriarchalnym (z dwoma ramionami poprzecznymi). Pozłacaną powierzchnię zdobią zróżnicowane kolorystycznie klejnoty (ametyst, karneol, chalcedon, labrador, szafir, topaz etc.). Pod niektórymi umieszczono relikwie świętych. Pierwotnie znajdował się w konwencie Świętej Anny w Brunszwiku, w nieznanym czasie trafił do Skarbu Welfów. Również w tym samym muzeum znajduje się krzyż ołtarzowy, wykonany ze srebra pozłacanego. Zdobi go płaskorzeźbiony wizerunek Chrystusa ukrzyżowanego oraz okrągłe plakietki z symbolami Ewangelistów. Prawdopodobnie dar księcia Ottona Łagodnego dla katedry w Brunszwiku.

### Relikwiarze świętych
Największą grupę tworzą relikwiarze mieszczące relikwie patronów katedry brunszwickiej oraz innych świętych. Od strony typologicznej i formalnej Skarb Welfów tworzyły relikwiarze mówiące (w formie podporządkowanej danej części ciała, z której pochodzi relikwia), przede wszystkim popiersia relikwiarze (hermy) oraz relikwiarze w formie ręki (brachia) dla przechowywania czaszki oraz kości ręki. Kolejny zespół relikwiarzy tworzyły posążki oraz rozmaite w formie ostensoria mieszczące relikwie niższej rangi.
Spośród relikwiarzy mówiących zachowało się dwa popiersia relikwiarzowe: św. Błażeja datowany na około 1350 r. oraz starsza z XII w. herma św. Kosmasa (oba dzieła w Kunstgewerbemuseum).
Większy zespół tworzą brachia, oprócz najstarszego relikwiarza na ramię św. Błażeja (Brunszwik, Zamek Dankwarderode), zachowało się jedenaście tego typu relikwiarzy: dziewięć w Berlinie (świętych Zygmunta, Bartłomieja, Cezarego, Teodora, Wawrzyńca, Jerzego, Marii Magdaleny) oraz po jednym w Cleveland (nieznanego świętego) i Filadelfii (św. Babilasa). Dziewięć z nich (w tym oba w zbiorach amerykańskich) są wykonane ze srebra złoconego, pozostałe są z drzewa lipowego. Po brunszwickim brachium św. Błażeja najstarszym jest relikwiarz św. Zygmunta datowane na schyłek XI w. Spośród pozostałych wyróżnia się odmienną strukturą i bogatą dekoracją: składa się z czworobocznej stopy wspartej na nóżkach, przedramienia okrytego rękawem alby i dalmatyki z dłonią podtrzymującą kulę zwieńczoną kwiatem lilii, który jest stylizowany na heraldycznym schemacie obrazowania fleur-de-lis. Dekorację tworzą filigranowe i kameryzowane obwódki zdobiące cokolik stopy oraz mankiety obu rękawów. Przy narożach stopy zdobione filigranem i małymi kamieniami (częściowo zachowane) wypukłe, wrzecionowate oprawki dużych (nie zachowanych do dziś) kamieni szlachetnych.
Największy zespół relikwiarzy tworzą gotyckie ostensoria, relikwiarze o formach architektonicznych, głównie z XIII-XV wieku. Większość z nich posiada wykonane z kryształu górskiego repozytoria w formie cylindrycznej zawierające wewnątrz relikwie. Oprawę repozytoriów tworzą wykonane ze srebra, lub srebra złoconego aedicule (kapliczki), charakteryzujące się repertuarem typowych dla gotyckich form (ostrołukowe arkady z maswerkami, przypory, fiale z kwiatonami etc.). Wsparte są na trzonach z nodusem i stopach o rozmaitym rzucie (głównie wielobok). Niemal wszystkie relikwiarze tego typu znajdują się w zbiorach amerykańskich.
W zbiorach berlińskich znajduje się datowane na 3 ćwierć XIV w. ostensorium św. Błażeja. Relikwie drugiego patrona katedry brunszwickiej, św. Jana Chrzciciela znajdują się w przechowywanym w Art Institute of Chicago relikwiarzu z XV w. (samo kryształowe repozytorium pochodzi z X w.) oraz w późnogotyckim relikwiarzu z XV stulecia w zbiorach Nelson-Atkins Museum of Art, w Kansas City.
We wspomnianym muzeum w Chicago znajdują się kolejne relikwiarze z XV wieku, św. Krystyny, nieznanych świętych, charakteryzujący się ciekawą formą architektoniczną, podobną do jednonawowej kapliczki z wieżyczkami na narożach i kalenicy daszku, relikwiarz z relikwiami, świętych Bernwarda i Godeharda (biskupów i patronów Hildesheim) oraz św. Anny, w kapliczce zwieńczonej kopułką. Kolejna pamiątka związana ze św. Bernwardem znajduje się w Cleveland Museum of Art. Jest to romańska patena umieszczona w kapliczkowym relikwiarzu z XV w. W tym samym muzeum relikwiarz św. Sebastiana wykonany w 1484 r. Na około 1400 r. datowany jest relikwiarz św. Walerego przechowywany w Museum of Fine Arts w Houston.
W Kunstgewerbemuseum znajdują się także trzy romańskie relikwiarze typu skrzyniowego. Najstarszy, z ok. 1170/80 mieści relikwie św. Walburga, łączony jest z warsztatem Eilbertusa z Kolonii. Na daszku i ściankach emaliowane plakietki z wizerunkami świętych. Kolejna skrzyneczka jest niemal w całości pokryta emaliami o intensywnych barwach (stąd niemiecka nazwa Starkfarbiges Reliquiar). Na ściankach wizerunki aniołów oraz Chrystusa w majestacie. Datowana na 1 poł. XII stulecia skrzyneczka została wykonana w warsztacie północnoniemieckim, lub duńskim. Formę sześcianu ma kolejny relikwiarz, na jego ściankach, pod arkadkami ukazano tronującą Madonnę z Dzieciątkiem w asyście apostołów. Dzieło warsztatu północnoniemieckiego (?) z ok. 1 poł. XIII stulecia.

### Ołtarzyk Eilbertusa i inne ołtarze przenośne

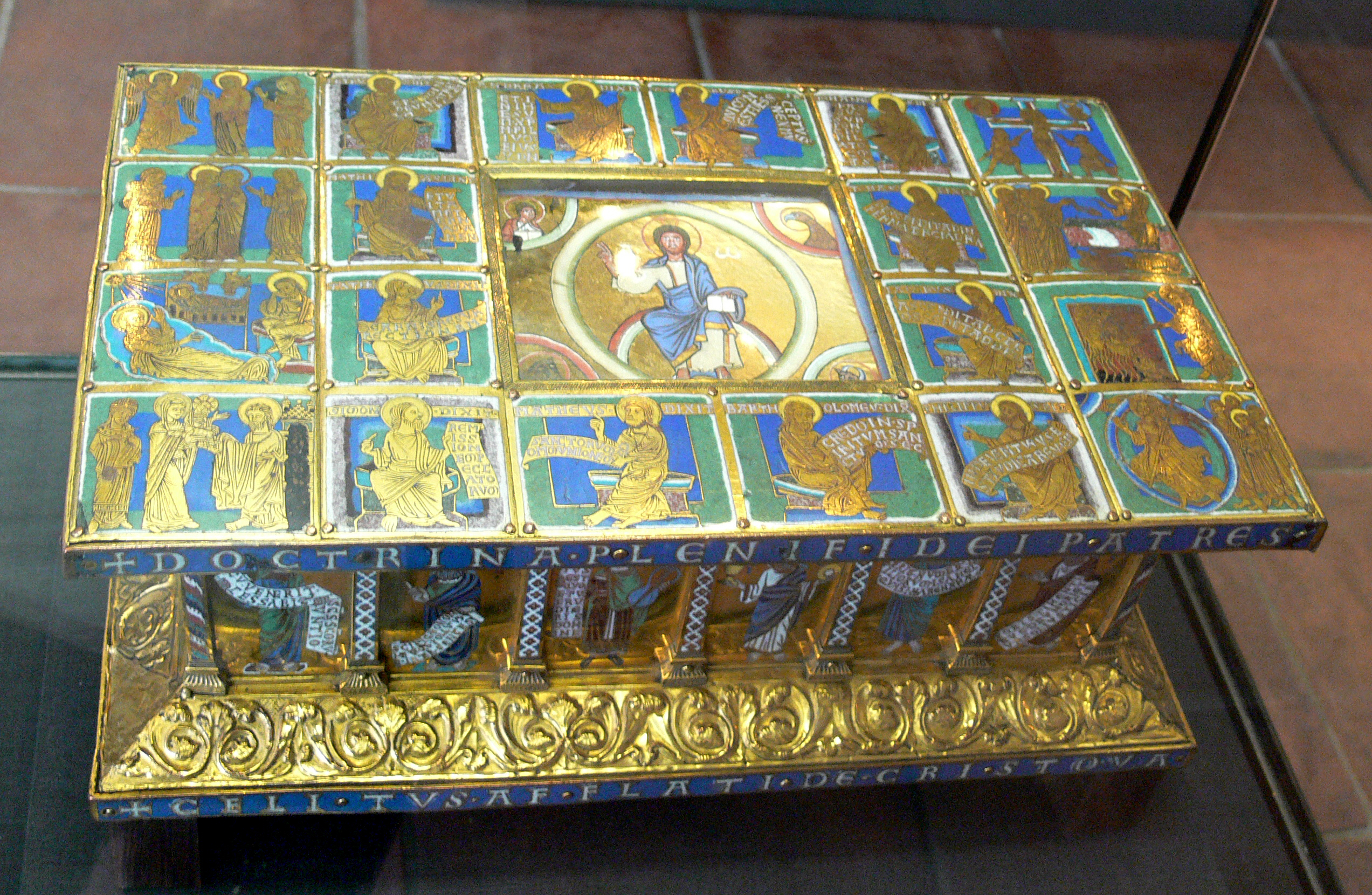
Eilbertus z Kolonii, Ołtarzyk przenośny
ok. 1150
Berlin, Kunstgewerbemuseum

Koloński złotnik i emalier Eilbertus około 1160/80 roku sprawił romański ołtarzyk przenośny, który trafił do skarbca katedry brunszwickiej. Świadczy o tym inskrypcja + EILBERTVS COLONIENSIS ME FECIT. Ołtarzyk ten ma formę sześcianu o prostokątnym rzucie. W całości jest pozłacany i bogato emaliowany. Na płycie wierzchniej (mensie) znajduje się 21 emaliowanych plakietek, o trzech wielkościach. Na największej, pośrodku ukazano Chrystusa w mandorli w otoczeniu symboli Czterech Ewangelistów. Plakietkę tę otacza dwanaście najmniejszych plakietek z wyobrażeniem siedzących apostołów. Na banderolach otaczających apostołów inskrypcje, które razem tworzą treść Credo Apostolorum. Na skrajnych ośmiu plakietach ukazano wybrane epizody z życia Jezusa i Marii: Zwiastowanie, Nawiedzenie św. Elżbiety, Boże Narodzenie, Ofiarowanie w świątyni oraz Ukrzyżowanie, Niewiasty przy grobie, Chrystus w otchłani oraz Wniebowstąpienie. Na ściankach bocznych (stipesie) pod arkadami wizerunki starotestamentowych proroków.
Również Eilbertusowi z Kolonii przypisywany jest kolejny ołtarz przenośny zw. ołtarzem z cnotami kardynalskimi (niem. Tragaltar mit den Kardinaltugenden), również w formie sześciennej, gdzie powierzchnię pozłocono i pokryto emaliami. Całość wspierają cztery nóżki w formie lwich łap. Na mensie personifikacje czterech cnót kardynalskich (PRVDENCIA- roztropność, TEMPERANCIA- umiar, FORTITVDO- męstwo, IVSTICIA- sprawiedliwość) Na przedniej i bocznych stronach stipesu Deesis w asyście Piotra i Pawła i kolejnych apostołów, na tylnej zaś Matka Boska w typie Glykophilusa w otoczeniu Czterech Ewangelistów.
Starszym, datowanym na 1075 rok jest tzw. ołtarz ze srebrnymi i repusowanymi figurami (niem. Tragaltar mit getriebenen Silberfiguren) przenośny o marmurowej mensie i stipesie ozdobionym srebrnymi, repusowanymi figurkami m.in. Marii, Jezusa i apostołów.
Na 1 ćwierć XII stulecia jest datowany tzw. ołtarz z kryształowymi kolumnami (niem. Tragaltar mit Bergkristallsäulen), którego mensa jest wykonana z czerwonego porfiru obramiona srebrną bordiurą. Na stipesie pokrytym srebrną blachą, pomiędzy kolumienkami z kryształu górskiego reliefowe wizerunki tronującego Chrystusa między świętymi Piotrem i Pawłem oraz w otoczeniu apostołów i męczenników.
Ofiarowany przez prepozyta katedry brunszwickiej Adelvoldusa kwadratowy w rzucie ołtarzyk jest wykonany z alabastru i zielonego porfiru. Srebrna jest oprawa, której dekorację tworzą motywy architektoniczne (arkady) i roślinne (palmety). Dzieło datowane jest na schyłek XI w. Spośród dwóch skromnych, pozbawionych dekoracji, datowanych na XII w. ołtarzyków jeden z nich łączony jest hipotetycznie z Henrykiem Lwem, który podczas swej pielgrzymki na Ziemię Świętą miał sprowadzić ołtarzyk do Brunszwiku. Poza ołtarzykiem daru Gertrudy Brunszwickiej, wszystkie dzieła tego typu znajdują się w zbiorach berlińskiego Kunstgewerbemuseum.

### Relikwiarz kopułowy
Na schyłek XII wieku datowany jest tzw. relikwiarz kopułowy. Z inwentarza skarbca katedry brunszwickiej z 1482 r. wiadomo że w środku mieścił się mniejszy relikwiarz głowy św. Grzegorza z Nazjanzu. Wykonany został najprawdopodobniej w Kolonii. Relikwiarz jest zminiaturyzowaną wersją świątyni na planie krzyża greckiego. Pośrodku kwadratowa nawa z kopułą na okrągłym w rzucie tamburze. Dwustopniowy, pozłacany postument dźwigają usytuowane na narożach cztery pełnoplastycznie odlewane symbole Ewangelistów (tetramorphos). W architekturze relikwiarza charakterystyczne jest wyeksponowanie elementów tworzących konstrukcję oraz obfitą dekorację zarówno ornamentalną i tworzącą bogaty program ikonograficzny. Z kości słoniowej i kłów morsa wykonano dekorację rzeźbiarską. Tworzą ją cztery drzwiczki z reliefami ukazującymi Świętą Rodzinę, Trzech Króli, Grupę Ukrzyżowania oraz Trzy Marie. Przy ściankach nawy usytuowano figurki proroków, zaś przy tamburze kopuły figurki apostołów. Na nasadzie kopuły łacińska inskrypcja z Ewangelii Mateusza (Mt 16,13-16). Kolumienki, dachy, łuski kopuły oraz ścianki pokryte są emaliowaną dekoracją ornamentalną, głównie z motywami roślinnymi (kopuła, daszki nawy środkowej) i geometrycznymi (kolumienki, ścianki elewacji, pozostałe daszki).
W londyńskim Muzeum Wiktorii i Alberta zachował się relikwiarz o niemal bliźniaczej strukturze.

### Dary Ottona Łagodnego i Agnieszki Brandenburskiej
Oprócz krzyża w zbiorach Art Institute of Chicago, łączonego z donacją księcia brunszwickiego Ottona Łagodnego, z tymże władcą kojarzone są dwa relikwiarze. W Cleveland Muzeum of Art znajduje się tablica relikwiarzowa z ok. 1340 r. mieszcząca relikwie po 11 tys. Dziewic, towarzyszek św. Urszuli. Tablica jest pozłacana. Awers zdobi plakietka z kości słoniowej z ok. 1000 r. ukazującą scenę godów w Kanie Galilejskiej. Bordiurę tworzy filigranowy ornament roślinny oraz pojedyncze kamienie szlachetne i półszlachetne. Na odwrocie pod ostrołukowymi arkadami z wimpergami wizerunki św. Jana Chrzciciela oraz dwóch biskupów.
W berlińskim Kunstgewerbemuseum prezentowana jest tablica relikwiarzowa (plenarium) z 1330 r. Na stronie przedniej tablica jest podzielona na 35 kwadratowych pól. Na samym środku znajduje się mały krzyżyk z relikwiami Drzewa Pańskiego otoczony kamieniami szlachetnymi i perłami. Pola stanowiące przedłużenie ramion krzyżyka wypełniają sztancowane plakietki z symbolami Czterech Ewangelistów. Pozostałe pola zdobią emaliowane plakietki z wątkami biblijnymi, mitologicznymi oraz nawiązującymi do kultury i zwyczajów dworskich. Pozostałe pola pokryte są jaspisem. Na odwrocie grawerowana scena adoracji św. Błażeja przez Ottona Łagodnego i jego drugą małżonkę, Agnieszkę Brandenburską. Ich tożsamość poświadczają również inskrypcje i tarcze herbowe umieszczone na podeście ponad którym tronuje główny patron brunszwickiej katedry odziany w strój pontyfikalny, kolejni dwaj, św. Jan Chrzciciel i św. Tomasz Beckett zostali ukazani w tondach flankujących arkadę pod którą ukazano św. Błażeja.
Wizerunki wszystkich patronów brunszwickiej katedry zdobią srebrną tablicę tzw. plenarium niedzielnego (niem. Plenar für die Sonntage), która jest jednocześnie relikwiarzem i oprawą starszej (datowanej na X wiek) księgi. Oprócz św. Błażeja w asyście św. Jana Chrzciciela i św. Tomasza z Canterbury ukazani zostali święci Piotr i Paweł asystujący Marii z Dzieciątkiem Jezus, ponadto na ozdobionej srebrną bordiurą z ornamentem roślinnym dziesięć, pozłacanych sztancowanych, okrągłych plakietek z symbolami Ewangelistów w narożach i wybranymi scenami z życia Chrystusa. Oprawa datowana jest na 1326 rok.

## Galeria

### Dzieła w Kunstgewerbemuseum w Berlinie

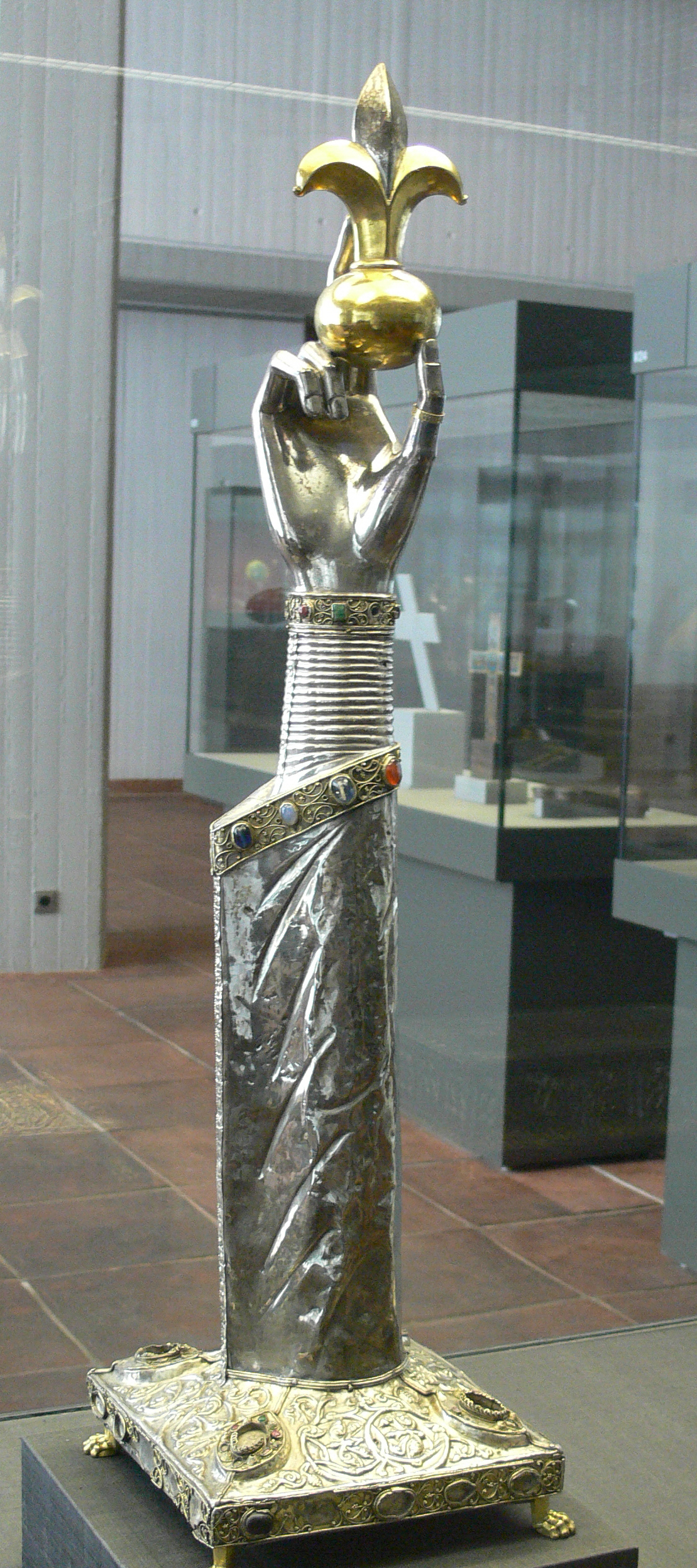
Brachium św. Zygmunta schyłek XII w. info
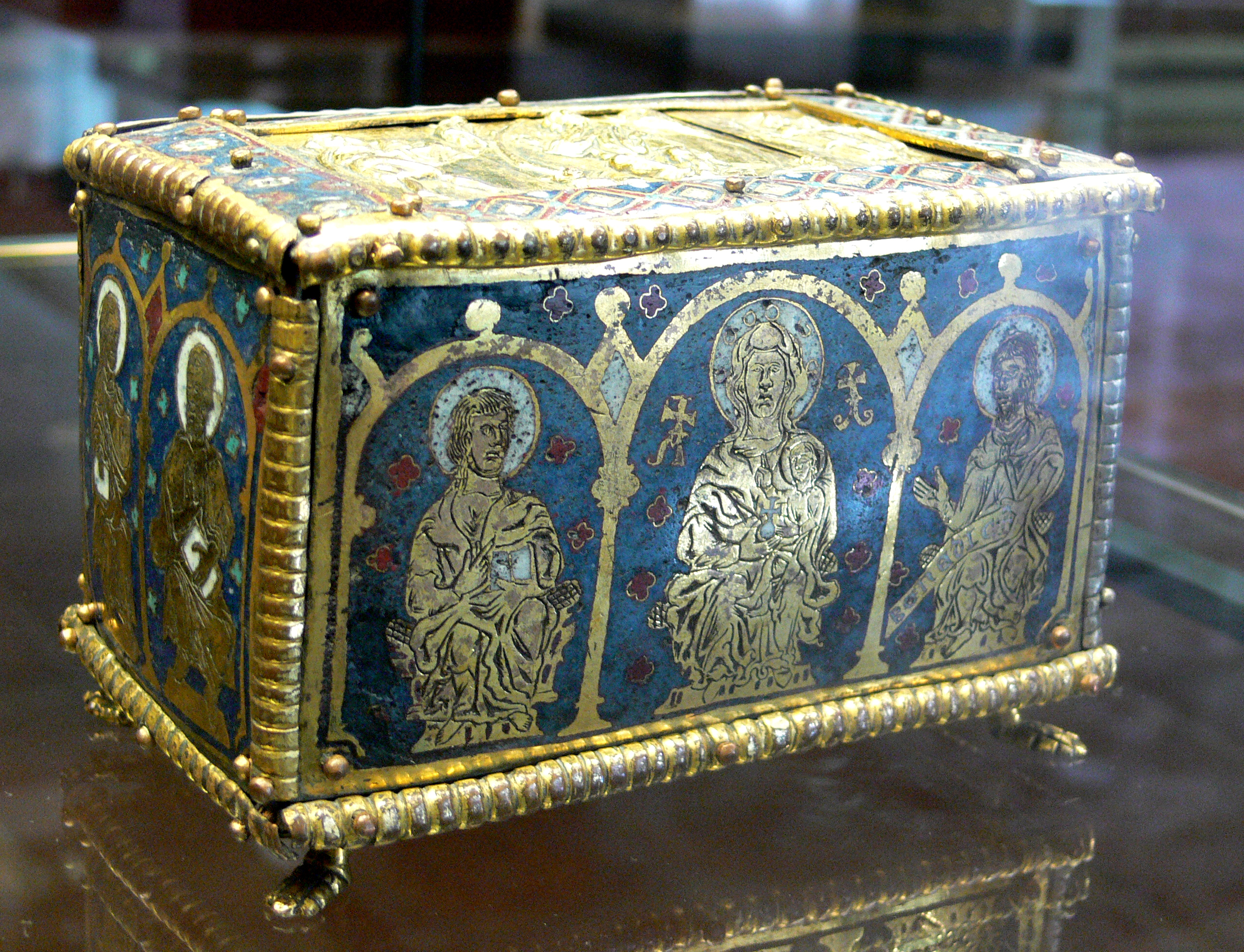
Relikwiarz XIII w.
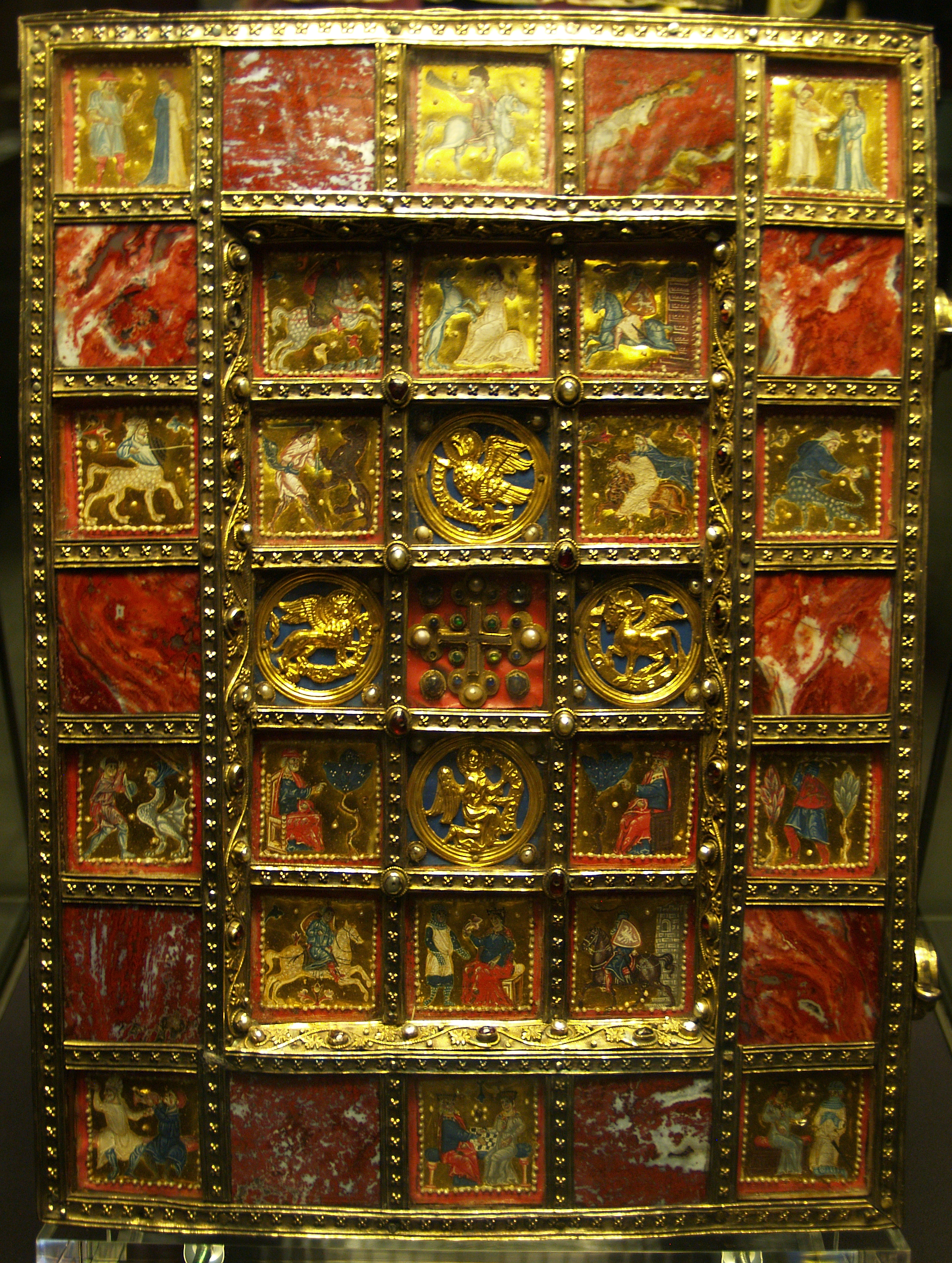
Tablica relikwiarzowa Ottona Łagodnego ok. 1330 info
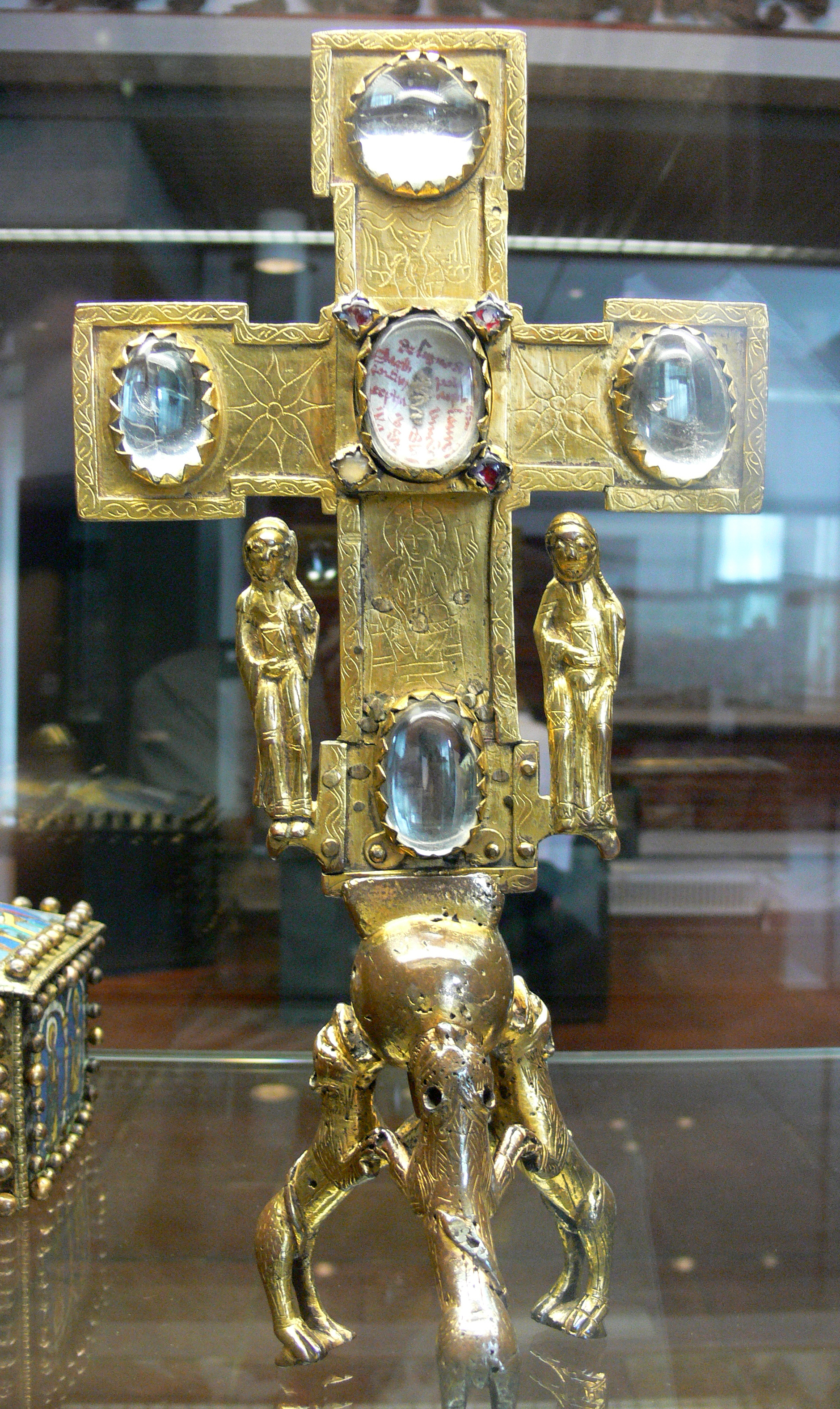
Krzyż relikwiarzowy z opactwa Św. Cyriaka 1 ćw. XII w.

### Dzieła w Cleveland Museum of Art

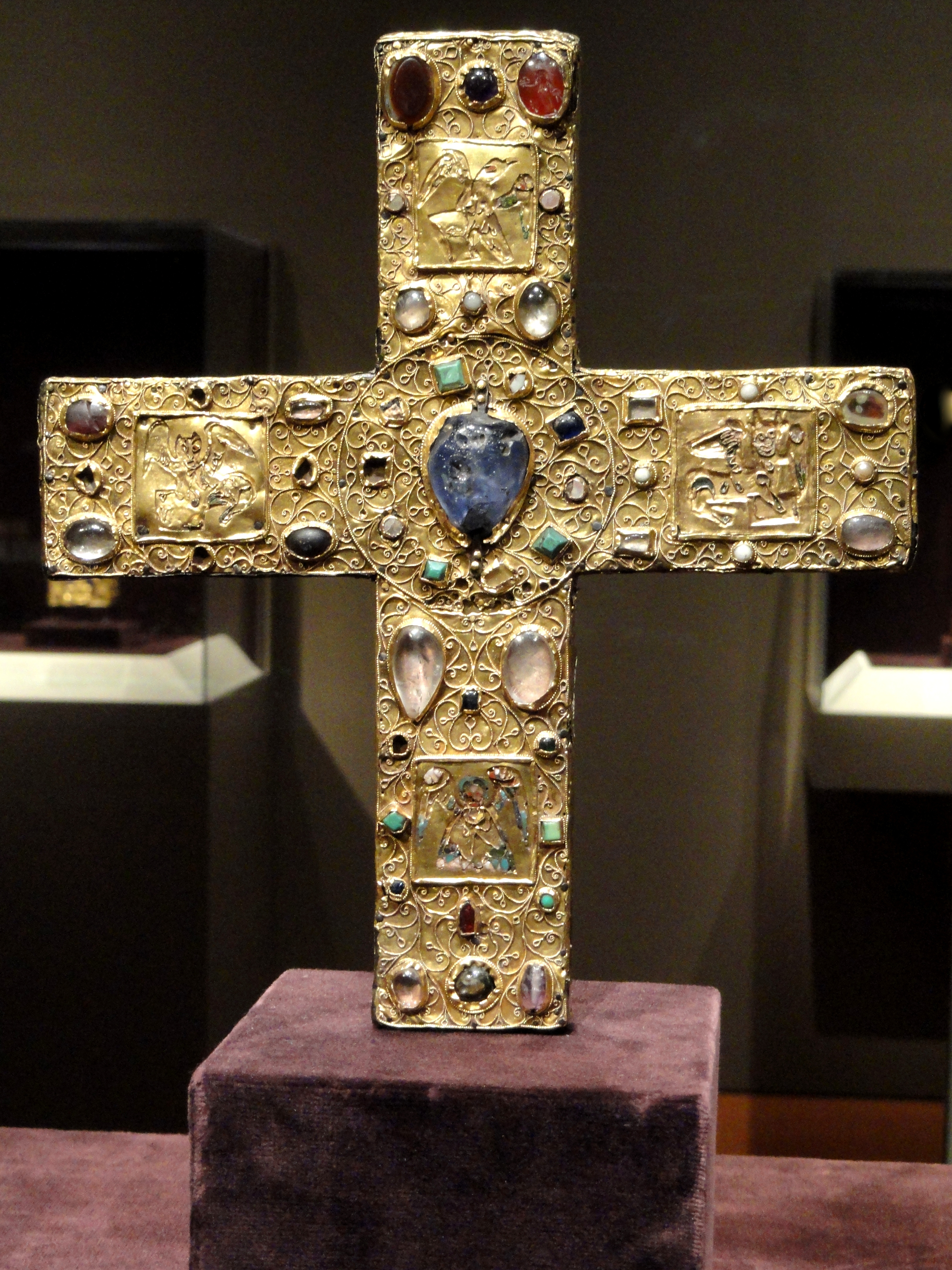
Krzyż relikwiarzowy księcia Liudolfa po 1038 info
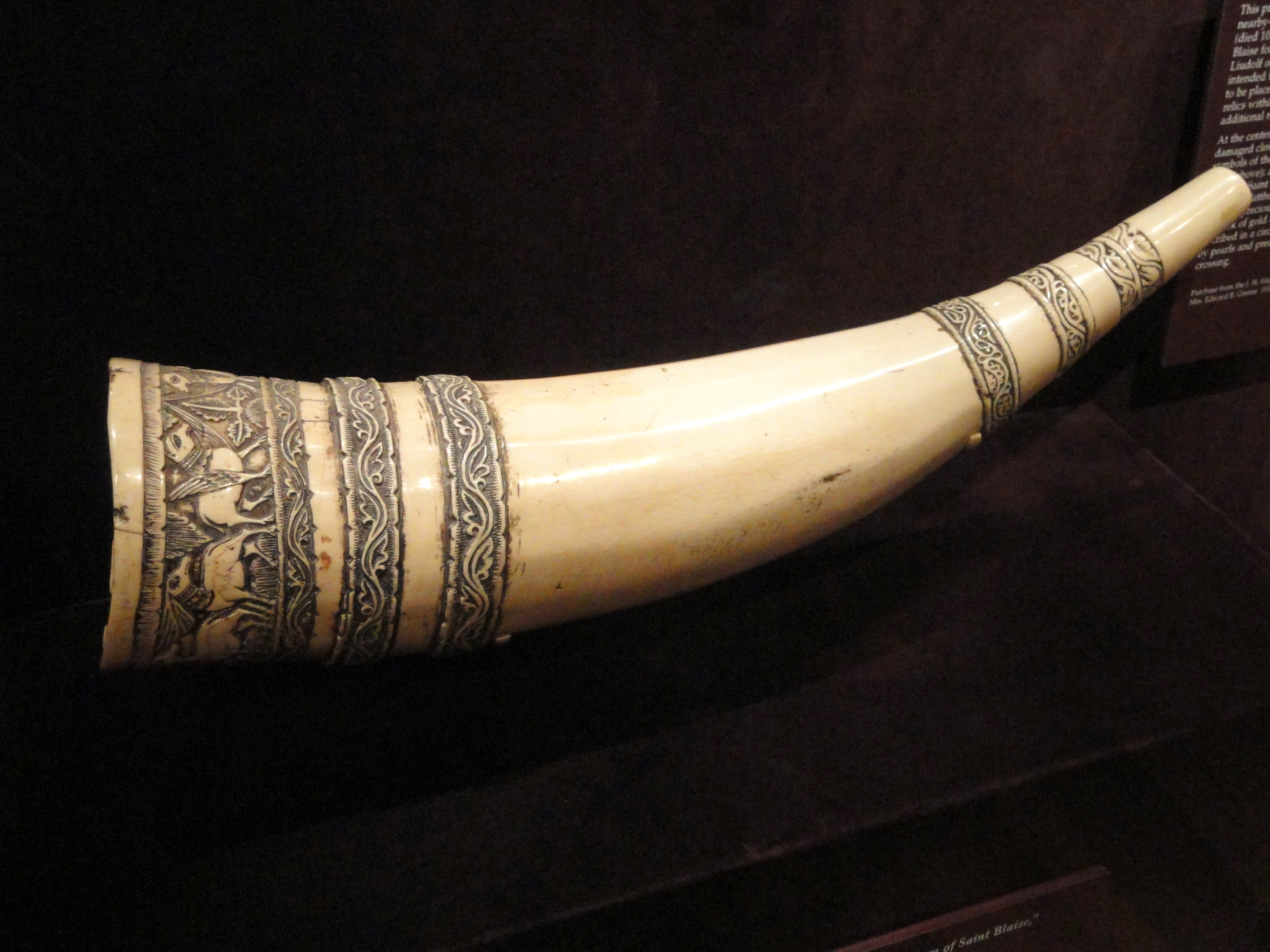
Tzw. róg św. Błażeja ok. 1100-1200 info
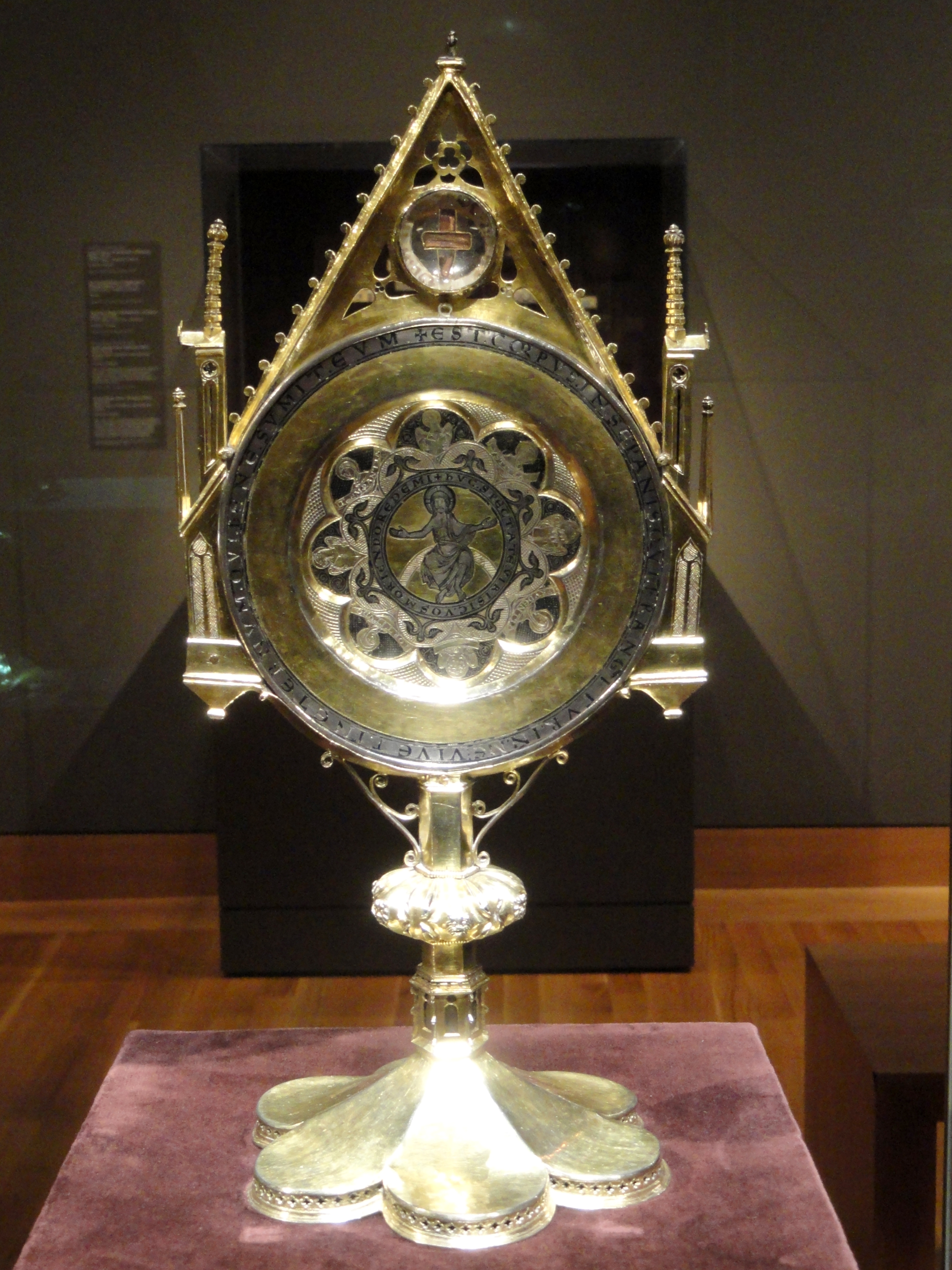
Relikwiarz pateny św. Bernwarda ok. 1180-90 r. (patena) ok. 1350-1400 (relikwiarz) info
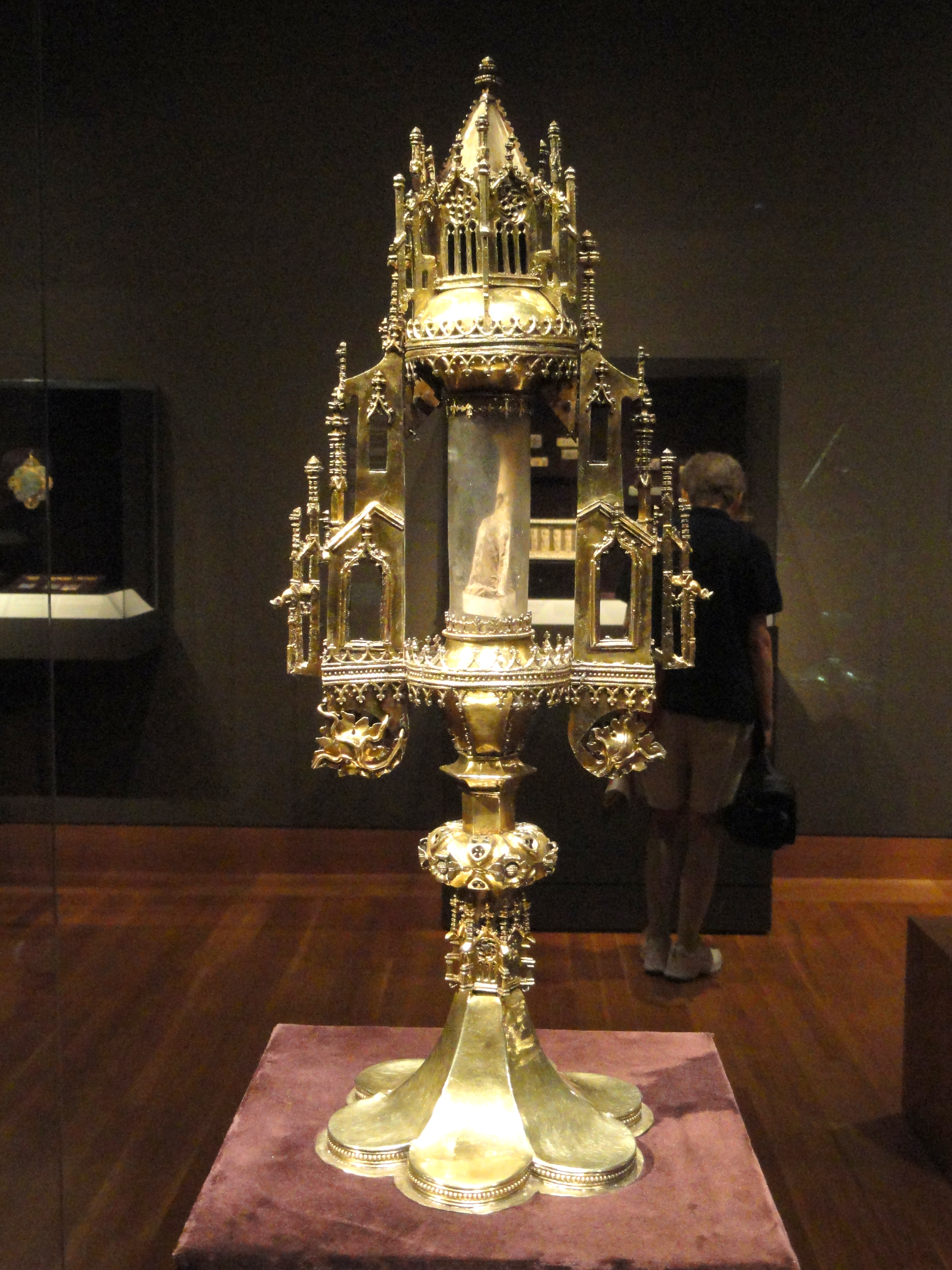
Relikwiarz św. Sebastiana 1484 info

### Dzieła w Art Institute w Chicago

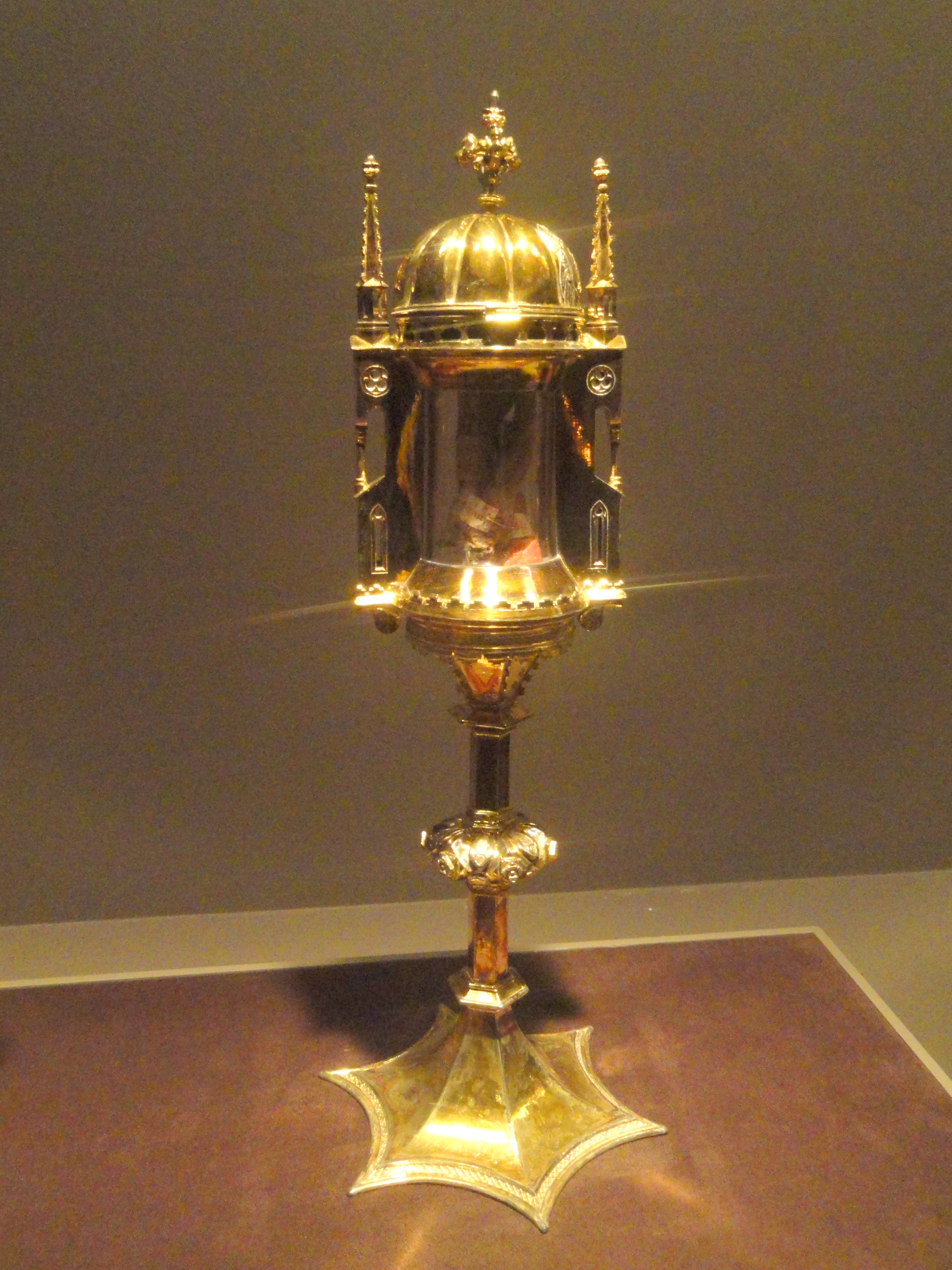
Relikwiarz świętych Bewrnwarda, Goodeharda oraz Anny schyłek XIV w. info
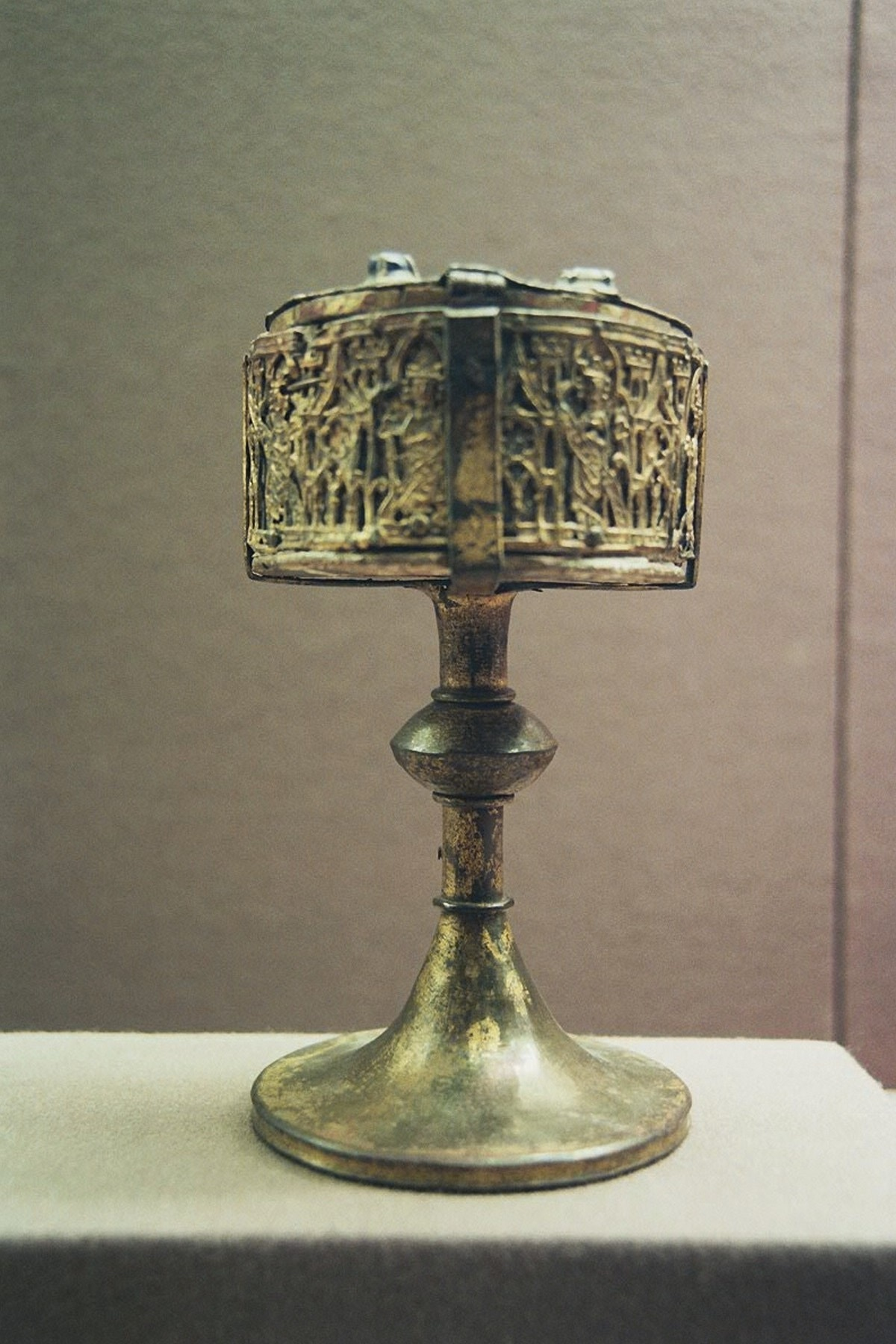
Pyxis XIII i XIV w.
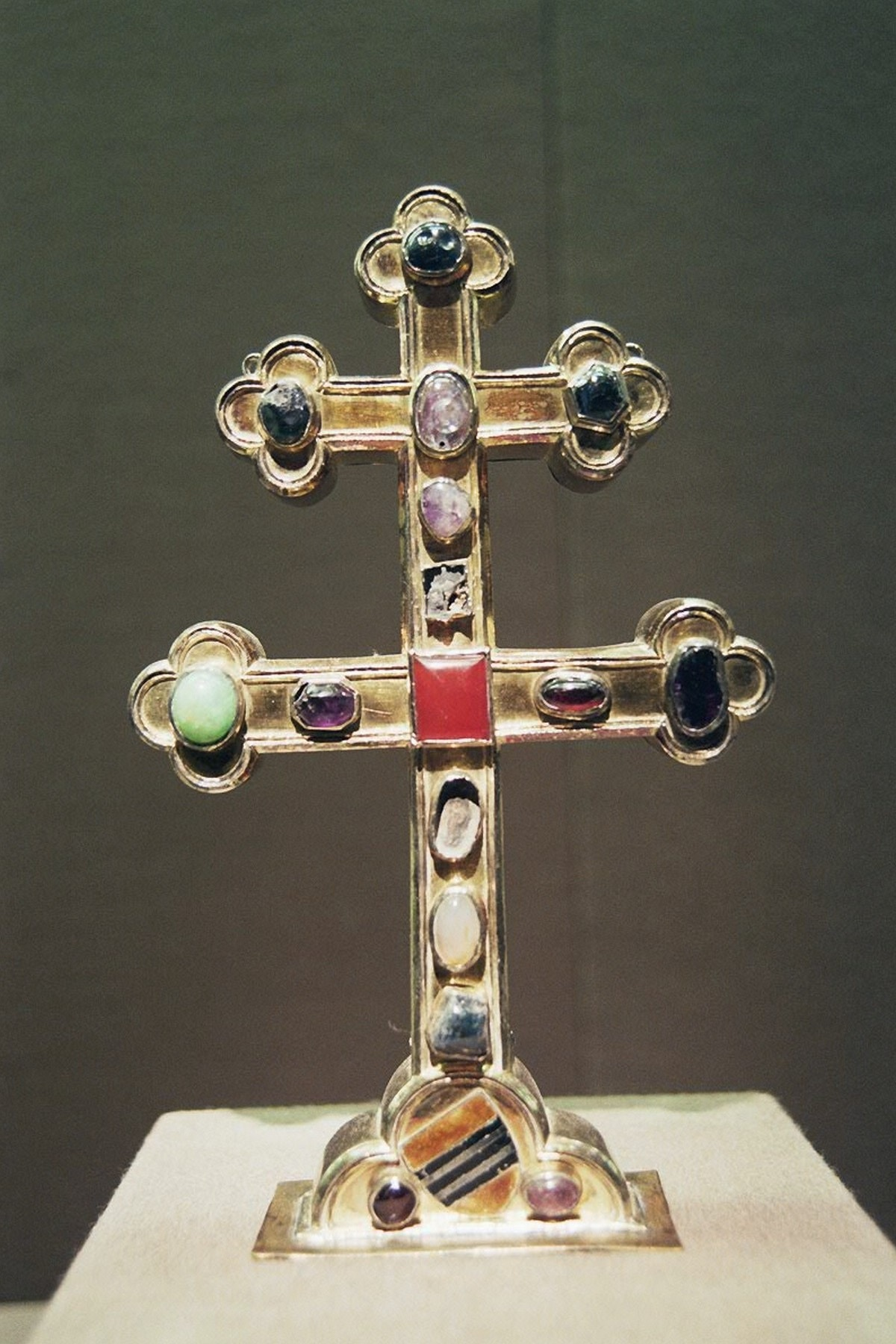
Krzyż patriarchalny XIV w. info
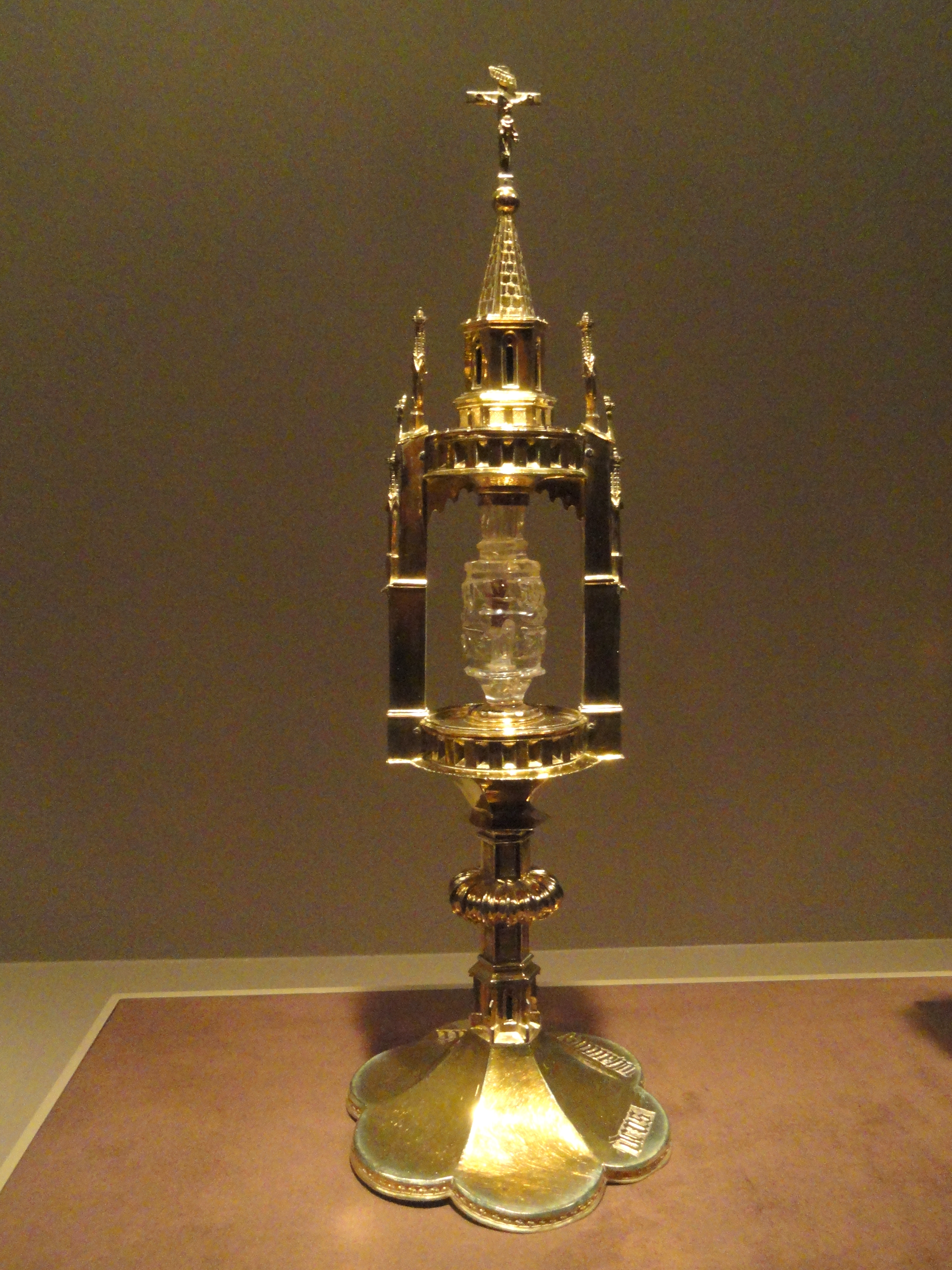
Relikwiarz św. Jana Chrzciciela ok. 1000 (część z kryształu górskiego) i 1375-1400 r. (oprawa) info

### Miscellanea

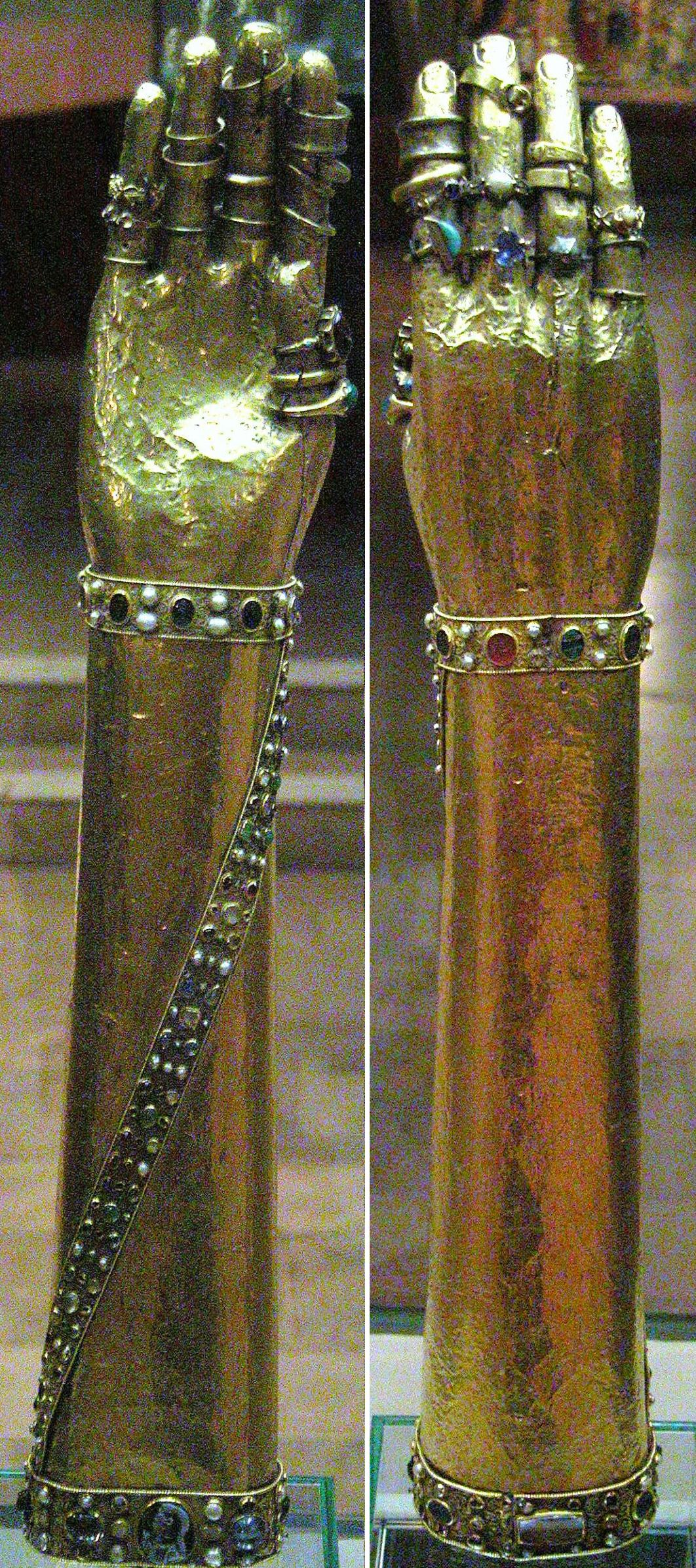
Brachium św. Błażeja (widok od przodu i od tyłu) XI w. Brunszwik, Herzog Anton Ulrich-Museum, Zamek Dankwarderode
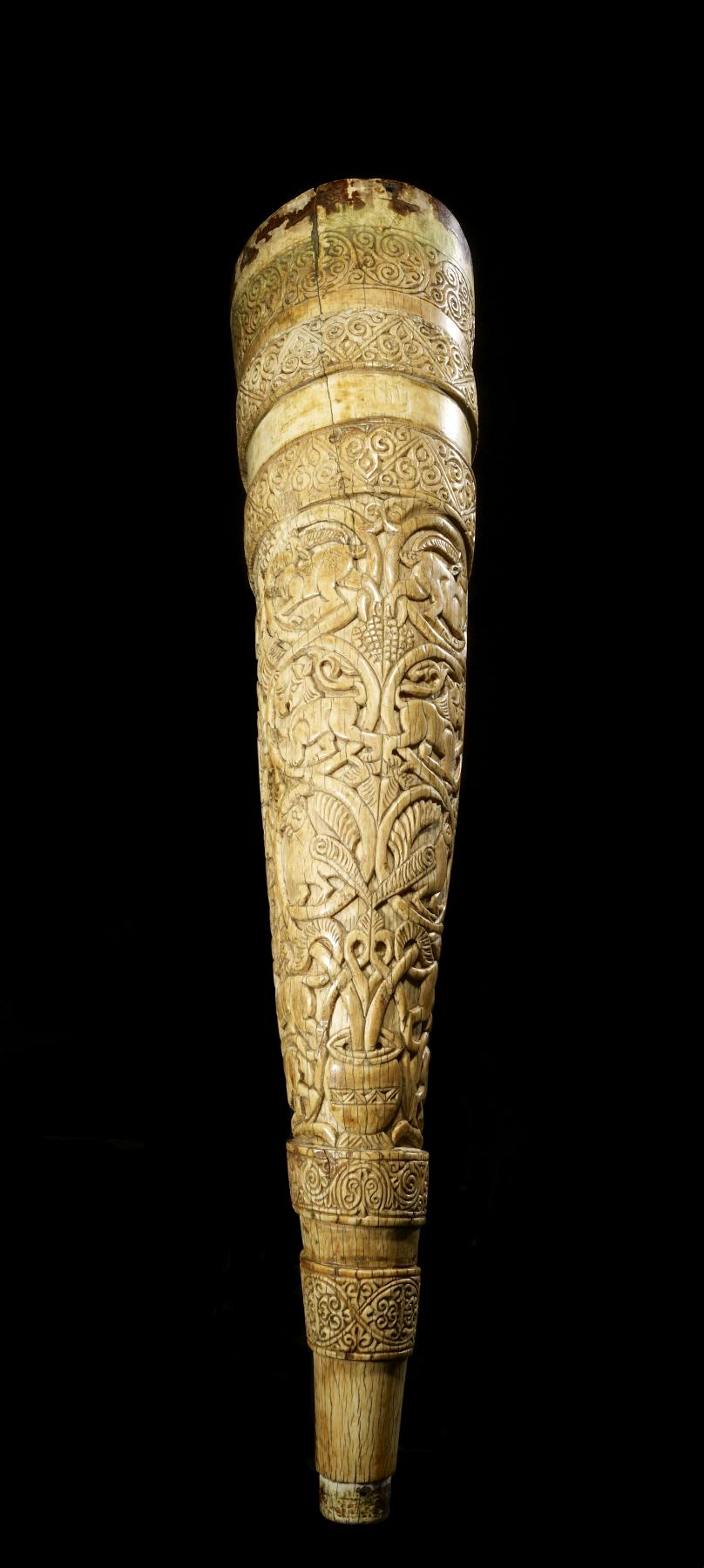
Róg z kości słoniowej XI w. Baltimore, Walters Art Museum info
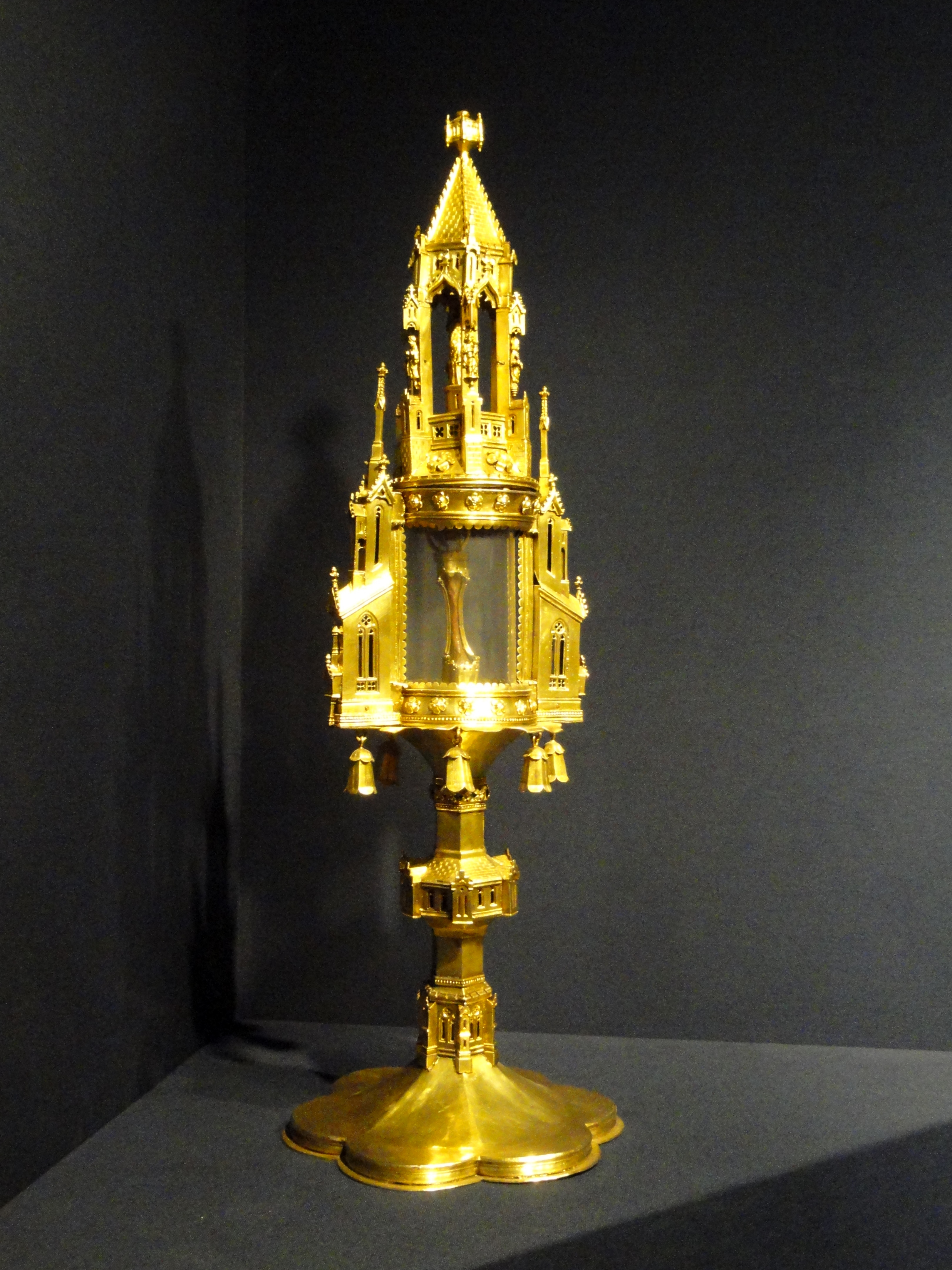
Relikwiarz św. Jana Chrzciciela ok. 1400 Kansas City, Nelson-Atkins Museum of Art info
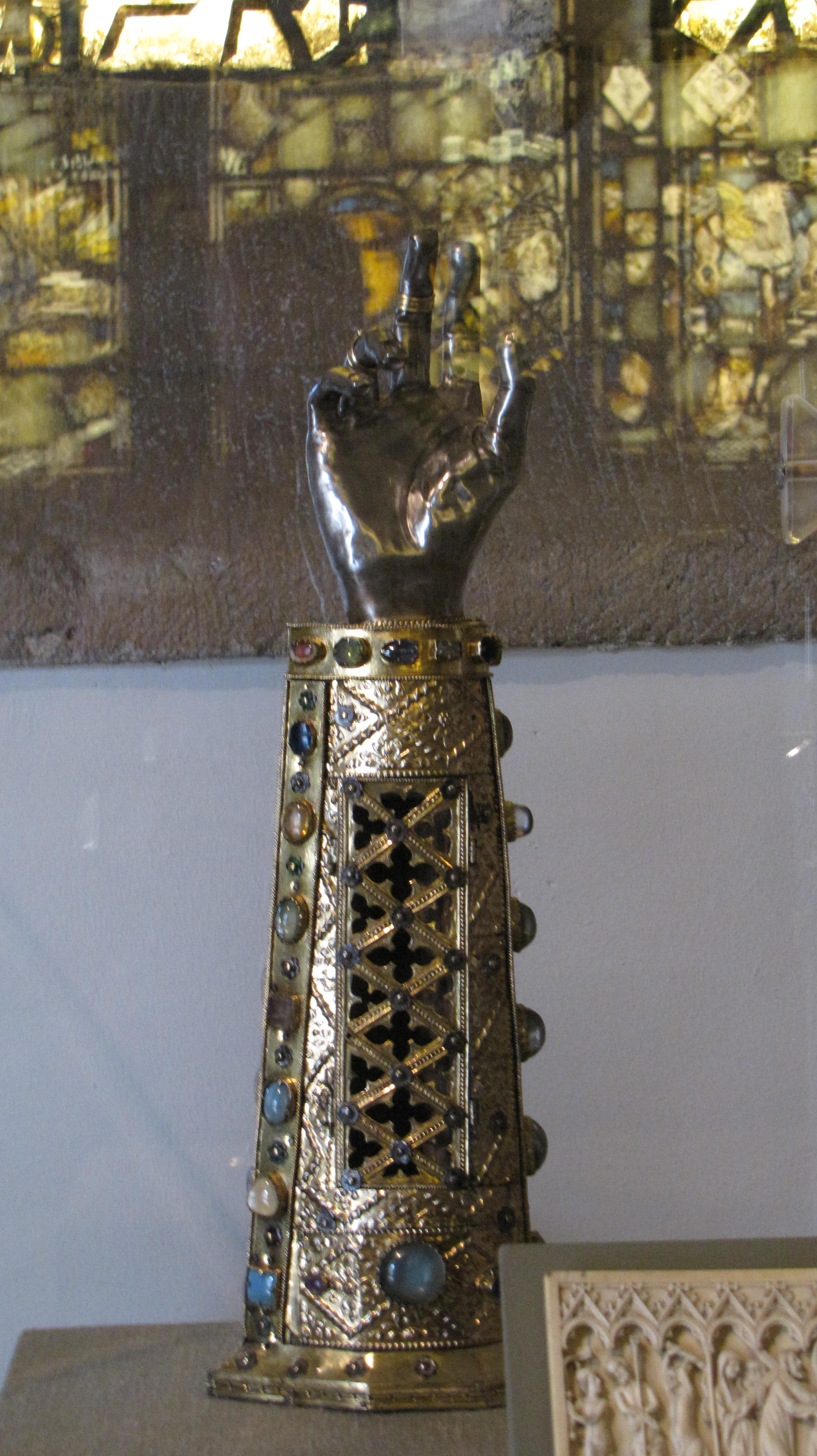
Relikwiarz św. Balilasa z Antiochii 1467 Filadelfia, Philadelphia Museum of Art info